# CSF Bălți
El Clubul Sportiv de Fotbal Bălți comúnmente conocido como CSF Bălți es un club de fútbol moldavo de la ciudad de Bălți, fundado en 1984. El equipo disputa sus partidos como local en el Stadionul Orășenesc y juega en la Superliga de Moldavia.

## Historia
El club fue fundado en 1984 como FC Zaria Bălți ( en ruso : ФК Заря Бельцы ), y en 1992, cuando Moldavia obtuvo su independencia, el club pasó a llamarse FC Olimpia Bălți. En julio de 2014 se decidió volver al antiguo nombre: FC Zaria Bălți.

### Historial de nombres
- FC Zaria Bălți (1984–1991)
- FC Olimpia Bălți (1991–2014)
- FC Zaria Bălți (2014–2019)
- FC Bălți (2020–)

## Palmarés
- Divizia A: 1

2020-21
- Copa de Moldavia: 1

2015-16

## Participación en competiciones de la UEFA
| Temporada | Torneo             | Ronda              | Club             | Ida | Vuelta | Global      |
| --------- | ------------------ | ------------------ | ---------------- | --- | ------ | ----------- |
| 2010–11   | UEFA Europa League | 1.ª Clasificatoria | Khazar Lankaran  | 0–0 | 1–1    | 1–1         |
| 2010–11   | UEFA Europa League | 2.ª Clasificatoria | Dinamo București | 0–2 | 1–5    | 1–7         |
| 2016–17   | UEFA Europa League | 1.ª Clasificatoria | Videoton         | 2–0 | 0–3    | 2–3         |
| 2017-18   | UEFA Europa League | 1.ª Clasificatoria | FK Sarajevo      | 2-1 | 1-2    | 3-3 (6-5 p) |
| 2017-18   | UEFA Europa League | 2.ª Clasificatoria | Apollon Limassol | 1-2 | 0-3    | 1-5         |
| 2018-19   | UEFA Europa League | 1.ª Clasificatoria | Górnik Zabrze    | 1–1 | 0–1    | 1–2         |